# 过度积累
过度积累（英語：overaccumulation）是资本积累危机的潜在原因之一。卡尔·马克思所说的资本主义制度的内在矛盾会导致生产的重新配置，即发生资本危机。之所以出现这种矛盾，是因为资本主义条件下，必须持续利用剩余价值来再投资，以积累资本。
这种积累会达到资本再投资无法继续产生回报的地步。当市场充斥着过剩的资本时，就会发生大幅贬值。当过剩的贬值资本和过剩的劳动力同时出现，且似乎无法联结其二者时，过度积累的情况就会出现。资本无法产生足够的回报是由于需求不振。
“过度积累”的说法也用于新古典经济学语境。

## 例子
1930年代和40年代的大萧条部分是由于资本和劳动力的大幅贬值导致大规模失业。对于资本主义工业国家来说，1980年代也是危险时期，其中1983年失业率上升了10％以上，大量库存积压。

## 策略
资本主义可用两种方式解决这种危机。该问题的第一种解决方案是使用“空间修复”（spatial fix）。由于过度积累可能是地域性的，此时可通过将资本或劳动力转移到其他地区并开始新的生产来缓解危机。该解决方案通过将过剩转移到对其有更高需求的地区来缓解过度积累的问题。
解决过度积累的第二种方法涉及开辟新市场。若缺少对过剩部分的需求，则可通过开辟非资本主义市场来创造需求。